# Takuya Aoki
Takuya Aoki (født 16. september 1989) er en japansk fodboldspiller.
Han har spillet for flere forskellige klubber i sin karriere, herunder Omiya Ardija og Urawa Reds.